# London Symphony Orchestra
La London Symphony Orchestra (spesso abbreviata in LSO) è una delle maggiori orchestre sinfoniche del Regno Unito e una delle orchestre più prestigiose del mondo. Dal 1982 la sua sede è situata a Londra nella Concert Hall del Barbican Centre.

## Storia
Fu fondata nel 1904 e fu la prima orchestra indipendente nel Regno Unito. Esordì con il primo concerto il 9 giugno dello stesso anno, sotto la direzione del maestro Hans Richter. Richter diresse la LSO fino al 1911, quando gli subentrò per un anno Edward Elgar.
Fu la prima orchestra britannica, nel 1906, a fare un tour a Parigi, fuori dei confini nazionali e, nel 1912, la prima orchestra europea a recarsi negli Stati Uniti.
Più recentemente è stata diretta da Pierre Monteux (1961-1964), István Kertész (1965-1968), André Previn (1968-1979) e Claudio Abbado (1979-1988). Nel 1988 subentrò ad Abbado l'americano Michael Tilson Thomas e, nel 1995, l'inglese Colin Davis ottenne la direzione dell'orchestra. Essendo stato nominato Presidente della London Symphony Orchestra, Colin Davis il 31 dicembre 2006 ha lasciato la conduzione al maestro russo Valerij Gergiev.
La London Symphony Orchestra è stata spesso utilizzata per l'incisione di colonne sonore cinematografiche. È stata poi diretta da grandi e popolari compositori, quali John Williams, Jerry Goldsmith.
Nel 1941 ha eseguito la colonna sonora del film Gli invasori - 49mo parallelo, nel 1970 di L'altra faccia dell'amore diretta da Previn e, dal 1977 al 2005, i primi sei film di Guerre stellari.

## Direttori principali
- Hans Richter (1904 – 1911)
- Edward Elgar (1911 – 1912)
- Arthur Nikisch (1912 – 1914)
- Thomas Beecham (1915 – 1917)
- Albert Coates (1919 – 1922)
- Willem Mengelberg (1930 – 1931)
- Hamilton Harty (1932 – 1935)
- Josef Krips (1951 – 1954)
- Pierre Monteux (1960 – 1964)
- István Kertész (1965 – 1968)
- André Previn (1968 – 1979)
- Claudio Abbado (1979 –1988)
- Michael Tilson Thomas (1988 – 1995)
- Colin Davis (1995 – 2006)
- Valerij Abisalovič Gergiev (2007 – 2017)
- Simon Rattle (2017 – 2022)
- Antonio Pappano (2023 – )

## Discografia
- Adam, Giselle - London Symphony Orchestra & Michael Tilson Thomas, 1987 SONY BMG
- Bartók, Duke Bluebeard's Castle - Christa Ludwig/István Kertész/London Symphony Orchestra/Walter Berry, 1965 Decca
- Bartók: Concerto for Orchestra; Dance Suite; The Miraculous Mandarin - London Symphony Orchestra & Sir Georg Solti, 1965 Decca
- Bartók, The Piano Concertos - BBC Symphony Orchestra/London Symphony Orchestra/Sir Colin Davis/Stephen Kovacevich, Philips
- Beethoven, The Complete Symphony Collection - London Symphony Orchestra/Josef Krips, 2008 Countdown Media - quinta posizione nella Classical Albums
- Beethoven, Violin Concerto/Romances - London Symphony Orchestra/Maxim Vengerov/Mstislav Rostropovich, 2005 EMI
- Beethoven, Late Choral Music - John McCarthy/London Symphony Orchestra/Michael Tilson Thomas/The Ambrosian Singers, 1975 SONY BMG/CBS
- Beethoven: Piano Concerto No. 5 - "Emperor"; Piano Concerto No. 4 - Stephen Kovacevich/London Symphony Orchestra/Sir Colin Davis, 2008 Decca
- Beethoven, Piano Concertos 1 & 3 - Evgeny Kissin/London Symphony Orchestra/Sir Colin Davis, EMI
- Beethoven, Piano Concertos 2 & 4 - Evgeny Kissin/London Symphony Orchestra/Sir Colin Davis, EMI
- Beethoven, Piano Concerto No. 5 - Evgeny Kissin & London Symphony Orchestra, EMI
- Bellini, Puritani - Bonynge/Sutherland/Pavarotti, 1973 Decca
- Bellini, Norma - Dame Joan Sutherland/John Alexander/London Symphony Orchestra/Marilyn Horne/Richard Bonynge, 1965 Decca
- Bellini, Beatrice di Tenda - Dame Joan Sutherland/London Symphony Orchestra/Luciano Pavarotti/Orchestra del Maggio Musicale Fiorentino/Richard Bonynge, 1966 Decca
- Berg, Lulu Suite/Altenberg Lieder - Price/Abbado/LSO, Deutsche Grammophon
- Berg, Sieben Frühe Lieder (Seven Early Songs) - Jessye Norman/London Symphony Orchestra/Pierre Boulez, 1995 Sony
- Berlioz, Requiem/Sinf. funebre - Davis/LSO/Dowd, 1969 Philips - Grammy Award for Best Choral Performance 1972
- Berlioz, Damnation of Faust - LSO/Davis, 1973 Philips - Grammy Award for Best Choral Performance 1975
- Berlioz, Les Troyens - London Symphony Orchestra/Davis/Heppner/Tarver/DeYoung/Mattei/Lang/Mingardo/Milling, 2002 LSO Live - Grammy Award al miglior album di musica classica e Grammy Award for Best Opera Recording 2002
- Berlioz, L'Enfance du Christ - Dame Janet Baker/Eric Tappy/Jules Bastin/London Symphony Orchestra/Sir Colin Davis/Sir Thomas Allen/The John Alldis Choir, 1977 Philips
- Berlioz, Béatrice et Bénédict - Dame Janet Baker/Jules Bastin/London Symphony Orchestra/Sir Colin Davis, 1978 Philips
- Bernstein, Candide, Bernstein/Hadley/Anderson, 1989 Deutsche Grammophon - Grammy Award al miglior album di musica classica 1992
- Bernstein, West Side Story - Leonard Bernstein/London Symphony Orchestra/Carreras/Te Kanawa, 1985 Deutsche Grammophon
- Bernstein, On The Town - Frederica von Stade/Thomas Hampson/London Symphony Orchestra/Michael Tilson Thomas, 1993 Deutsche Grammophon
- Bizet, Carmen - Abbado/Berganza/Domingo/Milnes, 1977 Deutsche Grammophon
- Bizet: L'Arlésienne Suites Nos. 1 & 2, Carmen Suite No. 1 - Claudio Abbado & London Symphony Orchestra, 1998 Deutsche Grammophon
- Brahms, Conc. pf. n. 1/Variazioni Haendel - Kovacevich/Davis/LSO, 1968/1979 Decca
- Brahms, Concerto pour piano No. 1 - Alexis Weissenberg/Carlo Maria Giulini/London Symphony Orchestra, EMI
- Brahms: Piano Concerto No. 2, 8 Piano Pieces - London Symphony Orchestra/Sir Colin Davis/Stephen Kovacevich, Philips
- Brahms, Serenade No. 1 in D Major - Michael Tilson Thomas & London Symphony Orchestra, 1990 SONY BMG
- Britten, War requiem - Britten/Pears/Fischer-Dieskau, 1963 Decca - Grammy Award al miglior album di musica classica e Grammy Award for Best Choral Performance 1964 e Grammy Hall of Fame Award 1998
- Britten, Billy Budd - Nathan Gunn/Ian Bostridge/Gidon Saks/Neal Davies/Jonathan Lemalu/Matthew Rose/London Symphony Orchestra, 2008 Virgin Classics/EMI Records - Grammy Award for Best Opera Recording 2010
- Britten: Billy Budd; The Holy Sonnets of John Donne - Sir Peter Pears/Ambrosian Opera Chorus/London Symphony Orchestra/Benjamin Britten, 1989 Decca
- Britten, Sogno di una notte di mezza estate - Davis/Asawa/McNair/Ferguson, 1995 Decca
- Britten Walton, Violin Concerto/Viola Concerto - Maxim Vengerov/London Symphony Orchestra, 2003 EMI - Miglior interpretazione solista di musica classica con orchestra (Grammy) 2004
- Bruch, Violin Concertos - Itzhak Perlman/London Symphony Orchestra/André Previn, 1973 EMI
- Chopin, Conc. pf. n. 1-2 - Davidovich/Marriner/LSO, Philips
- Chopin Liszt, Conc. pf. n. 1 - Argerich/Abbado/LSO, 1968 Deutsche Grammophon
- Chopin: Piano Concertos, Préludes - Claudio Abbado/London Symphony Orchestra/Martha Argerich, 2000 Deutsche Grammophon
- Ciaikovsky, Conc. pf. n. 1 - Pogorelich/Abbado/LSO, 1985 Deutsche Grammophon
- Tchaikovsky: Violin Concerto In D, Op. 35 - London Symphony Orchestra & Sarah Chang, 1993 Angel/EMI
- Tchaikovsky, Symphonies Nos. 1-3 - Igor Markevitch/London Symphony Orchestra/New Philharmonia Orchestra, 1995 Decca
- Tchaikovsky: Symphonies Nos. 4, 5 & 6 - Igor Markevitch & London Symphony Orchestra, 1990 Philips
- Tchaikovsky, Swan Lake - André Previn & London Symphony Orchestra, EMI
- Tchaikovsky, Symphonies Nos. 4 - 6 - London Symphony Orchestra & Karl Böhm, 1991 Deutsche Grammophon
- Ciaikovsky Sibelius, Conc. vl. - Chung/Previn/LSO, 1970 Decca
- Tchaikovsky: Piano Concerto No. 1 - Mussorgsky: Pictures At An Exhibition - Ayako Uehara/London Symphony Orchestra/Rafael Frühbeck de Burgos, 2005 EMI
- A Copland Celebration, Vol. I - Aaron Copland/London Symphony Orchestra/New Philharmonia Orchestra, 1969/1971 SONY BMG
- The Copland Collection: Orchestral & Ballet Works - Aaron Copland & London Symphony Orchestra, 1965/1971 SONY BMG
- Copland Conducts Copland: Appalachan Spring, Lincoln Portrait, Billy the Kid - Aaron Copland/Henry Fonda/London Symphony Orchestra, 1970/1971 SONY BMG/CBS
- Debussy, Le Martyre de Saint Sebastien - Michael Tilson Thomas & London Symphony Orchestra, 1992 SONY BMG
- Donizetti, Lucia di Lammermoor - Juan Pons/Plácido Domingo/London Symphony Orchestra/Ion Marin/Cheryl Studer/Fernando De La Mora, 2011 Deutsche Grammophon
- Donizetti, Lucia di Lammermoor - London Symphony Orchestra/Thomas Schippers/Sills/Bergonzi/Cappuccilli/Diaz, Deutsche Grammophon
- Donizetti, Anna Bolena - John Alldis Choir/Julius Rudel/London Symphony Orchestra/Paul Plishka/Shirley Verrett/Stuart Burrows, 1973 Deutsche Grammophon
- Donizetti, Don Pasquale - Beverly Sills/London Symphony Orchestra/Sarah Caldwell, 1978 EMI
- Dvorak, Sinf. n. 1-9/Carnival/Casa mia - Kertész/LSO, Decca
- Dvorak, Sinf. n. 1-9/Carnival/Husitska/Casa mia/Otello - Rowicki/LSO, 1965/1971 Decca
- Dvorak, Sinf. n. 8, 9 - Kertész/LSO, 1962/1966 Decca
- Dvorak, Requiem/Messa op. 86 - Kertész/Preston, 1995 Decca
- Dvořák, Violin Concerto in A Minor & Piano Quintet in A Major - London Symphony Orchestra/Sarah Chang/Sir Colin Davis, EMI
- Elgar, Enigma/Pomp and circumstance - Bliss/LSO, 2002 Decca
- Elgar: Violin Concerto, Op. 61 - Hilary Hahn/London Symphony Orchestra/Sir Colin Davis, 2004 Deutsche Grammophon
- Elgar, Cello Concerto & Sea Pictures - Jacqueline du Pré/London Symphony Orchestra/Sir John Barbirolli, EMI
- Elgar Walton, Cello Concertos - Yo-Yo Ma/London Symphony Orchestra/Previn, 1985 CBS Masterworks – Miglior interpretazione solista di musica classica con orchestra (Grammy) 1986
- Gershwin, Rhapsody in Blue - Concerto in F - An American in Paris - André Previn & London Symphony Orchestra, 1971 EMI Great Recordings of the Century
- Gounod, Faust - Dame Joan Sutherland/Franco Corelli/London Symphony Orchestra/Nicolai Ghiaurov/Richard Bonynge, 1966 Decca
- Grieg; Schumann: Piano Concertos - André Previn/London Symphony Orchestra/Radu Lupu, 1973 Decca
- Handel: Alcina, HWV 34 (Complete) - Giulio Cesare in Egitto, HWV 17 (Highlights) - Dame Joan Sutherland/London Symphony Orchestra/Mirella Freni/Monica Sinclair/Richard Bonynge/Teresa Berganza, 1992 Decca
- Haendel, Messia - Davis/Harper/Watts/Wakefield, 1966 Philips
- Bernstein Conducts Haydn - Leonard Bernstein/Westminster Choir/London Symphony Orchestra/Camerata Singers/London Symphony Chorus/Norman Scribner Choir/New York Philharmonic, 1959/1980 Sony
- Haydn, Messe n. 7, 9, 11, 14 - Choir of King's College, 1997 Decca
- Haydn: Mass In B-flat Major, H. XXII, No. 12 - Theresienmesse/Theresa Mass - Leonard Bernstein/London Symphony Orchestra/London Symphony Chorus, 1980 Sony
- Henze, Symphonies Nos. 1 - 6 - Berliner Philharmoniker/Hans Werner Henze/London Symphony Orchestra, 1996 Deutsche Grammophon
- Janácek: Sinfonietta - Hindemith: Symphonic Metamorphoses - Prokofiev: Chout - Claudio Abbado & London Symphony Orchestra, 2001 Decca
- Kaciaturian, Spartacus/Masquerade/Gayaneh - Black/LSO, 1978 Decca
- Kaciaturian Barber, Conc. per vl./Conc. per vl. op.14/Adagio per archi op. 11 - Simonyan/Kristjan Järvi/LSO, 2011 Deutsche Grammophon
- Korngold, The Sea Hawk/Elizabeth and Essex/Captain Blood/The Prince and the Pauper - Previn/London Symphony Orchestra, 2002 Deutsche Grammophon - Grammy Award for Best Classical Crossover Album 2003
- Korngold: Symphony in F-Sharp, Much Ado About Nothing - André Previn & London Symphony Orchestra, 1997 Deutsche Grammophon
- Liszt, The Two Piano Concertos - The Piano Sonata - Sviatoslav Richter/London Symphony Orchestra/Kyril Kondrashin, 1991 Philips
- Mahler, Symphony No. 1 - London Symphony Orchestra & Sir Georg Solti, 1964 Decca
- Mahler, Sinf. n. 2 - Solti/Harper/Watts/LSO, 1966 Decca
- Mahler, Symphony No. 3 - Helen Watts/Wandsworth School Boys Choir/Ambrosian Opera Chorus/London Symphony Orchestra/Sir Georg Solti, 1969 Decca
- Mahler, Symphony No. 8 - Leonard Bernstein/London Symphony Orchestra, 1966 Sony - Grammy Award al miglior album di musica classica e Grammy Award for Best Choral Performance 1968
- Mahler, Das Lied von der Erde - Sir Colin Davis/London Symphony Orchestra/Jessye Norman/Jon Vickers, 1982 Philips
- Massenet, Werther - Angela Gheorghiu/Roberto Alagna/London Symphony Orchestra/Antonio Pappano, 1999 EMI
- Mendelssohn, Ouvertures - Abbado/LSO, Deutsche Grammophon
- Mendelssohn, Sinf. n. 1-5/ 7 Ouvertures - Abbado/LSO, 2001 Deutsche Grammophon
- Mendelssohn, Symphony No. 2 ("Lobgesang") - Claudio Abbado/Elizabeth Connell/Hans Peter Blochwitz/Karita Mattila/London Symphony Chorus/London Symphony Orchestra, 1985 Deutsche Grammophon
- Mendelssohn, Symphonies Nos. 3 "Scottish" & 4 "Italian" - Claudio Abbado & London Symphony Orchestra, 1985 Deutsche Grammophon
- Mendelssohn: A Midsummer Night's Dream & Symphony No. 3, "Scottish" - London Symphony Orchestra & Peter Maag, 1957 Decca
- Mozart, Conc. corno n. 1-4 - Tuckwell/Maag/LSO, 1961 Decca
- Mozart, Conc. pf. n. 8, 12, 15-24, 27 - Serkin/Abbado/LSO, 1981/1988 Deutsche Grammophon
- Mozart, Conc. pf. n. 20, 21 - Serkin/Abbado/LSO, 1981 Deutsche Grammophon
- Mozart, Conc. pf. n. 23, 24 - Serkin/Abbado/LSO, 1982 Deutsche Grammophon
- Mozart, Musica massonica - Kertész/LSO/Krenn, Decca
- Mozart, Sinf. n. 40, 41 - Abbado/LSO, Deutsche Grammophon
- Mozart, Violin Concertos - Arthur Grumiaux/London Symphony Orchestra/Sir Colin Davis, Philips
- Mozart, Concerto for Flute & Harp - James Galway/London Symphony Orchestra/Michael Tilson Thomas, 1993 BMG
- Mozart, Exsultate, Jubilate - Dame Kiri Te Kanawa/London Symphony Orchestra/Sir Colin Davis, 1972 Philips
- Mozart, Opera Arias - Dame Kiri Te Kanawa/London Symphony Orchestra/Sir Colin Davis, 1983 Philips
- Mozart: Mass in C Minor, K. 427 - London Symphony Orchestra/Sir Colin Davis/Donath/Harper, 2000 Philips
- Mussorgsky, Pictures at an Exhibition - Claudio Abbado & London Symphony Orchestra, 1995 Deutsche Grammophon
- Offenbach, Les Contes d'Hoffmann - Julius Rudel & London Symphony Orchestra/Sills, 1972 Deutsche Grammophon
- Orff, Carmina Burana - André Previn/Gerald English/London Symphony Chorus/London Symphony Orchestra/Sheila Armstrong/Thomas Allen, 1975 EMI Great Recordings of the Century
- Paganini, Violin Concertos Nos. 1 & 3 - Henryk Szeryng/London Symphony Orchestra/Sir Alexander Gibson, Philips
- Paganini: Violin Concerto No.1 - Tchaikovsky: Sérénade mélancolique & Valse-Scherzo - Leonard Slatkin/London Symphony Orchestra/Midori, 1988 Philips
- Penderecki, Violin Concerto No. 2 Metamorphosen - Mutter/London Symphony Orchestra/Penderecki, 1997 Deutsche Grammophon – Miglior interpretazione solista di musica classica con orchestra (Grammy) 1999
- Pergolesi, Stabat mater - Claudio Abbado/London Symphony Orchestra/Lucia Valentini-Terrani/Margaret Marshall, 1985 Deutsche Grammophon
- Previn Bernstein, Violin Concerto/Serenade - Mutter/Boston Symphony Orchestra/London Symphony Orchestra, 2003 Deutsche Grammophon – Miglior interpretazione solista di musica classica con orchestra (Grammy) 2005
- Prokofiev, Romeo & Juliet - Valery Gergiev & London Symphony Orchestra, 2010 LSO
- Prokofiev, Ivan the Terrible/Alexander Nevsky - Riccardo Muti/London Symphony Orchestra/André Previn, 1999 EMI
- Prokofiev, The Complete Symphonies - London Symphony Orchestra & Valery Gergiev, 2006 Decca
- Prokofiev, The Piano Concertos - Vladimir Ashkenazy/London Symphony Orchestra/André Previn, 1975 Decca
- Prokofiev, Violin Concerto No. 1 & 2 - André Previn/Gil Shaham/London Symphony Orchestra, 1996 Deutsche Grammophon
- Prokofiev, Cinderella - Ballet/Symphony No. 1 - André Previn & London Symphony Orchestra, 1995 EMI
- Puccini, Il Trittico - Antonio Pappano/London Symphony Orchestra/Roberto Alagna, 1999 EMI
- Puccini: Messa di Gloria, Preludio sinfonico, Crisantemi - Antonio Pappano/London Symphony Chorus/London Symphony Orchestra/Roberto Alagna/Thomas Hampson, 2006 EMI Great Artists of the Century
- Rachmaninov, Conc. pf. n. 1, 3 - Ashkenazy/Previn/LSO, 1972 Decca
- Rachmaninov, Conc. pf. n. 1, 4/Raps. su un tema di Paganini op. 43 - Lisitsa/Francis/LSO, 2012 Decca
- Rachmaninov, Conc. pf. n. 1-4 - Ashkenazy/Previn/LSO, Decca
- Rachmaninov, Conc. pf. n. 1-4/Raps. op. 43/Var. Corelli/Son. pf. n. 2 - Ashkenazy/Previn/LSO, 1970/1971 Decca
- Rachmaninov, Piano Concertos Nos. 1 & 3 - London Symphony Orchestra/Tamás Vásáry/Yuri Ahronovitch, 1990 Deutsche Grammophon
- Rachmaninov, Conc. pf. n. 2, 4/Raps. op. 43 - Ashkenazy/Previn/LSO, Decca
- Rachmaninov, Piano Concerto No. 2 - Valentina Lisitsa/London Symphony Orchestra/Michael Francis, 2012 Decca
- Rachmaninov, Piano Concerto No. 2, 6 Études-Tableaux - Evgeny Kissin/London Symphony Orchestra/Valery Gergiev, 1988 RCA/BMG
- Rachmaninov, Piano Concerto No. 3 - Valentina Lisitsa/London Symphony Orchestra/Michael Francis, 2012 Decca
- Rachmaninov, The Bells - LSO/Previn, EMI - Grammy Award for Best Choral Performance 1977
- Rachmaninoff, Symphony No. 2 - André Previn & London Symphony Orchestra, EMI
- Ravel, Bolero/Ma mère/Pavane/Rapsodie - Abbado/LSO, Deutsche Grammophon
- Ravel, Bolero/Pavane/Valse/Suite n. 2 - Abbado/LSO, Deutsche Grammophon
- Ravel, Daphnis et Chloë - Claudio Abbado/London Symphony Chorus/London Symphony Orchestra/Martin Gatt/Paul Edmund Davies, 1986 Deutsche Grammophon
- Ravel, Conc. pf. n. 1-2/Tombeau/Fanf. - Beroff/Argerich/Abbado/LSO, Deutsche Grammophon
- Ravel, Opere complete per orch. - Abbado/LSO, 2002 Deutsche Grammophon
- Ravel, L'Enfant et les sortilèges & Ma Mère l'Oye - André Previn & London Symphony Orchestra, 1999 Deutsche Grammophon
- Ravel, L'Heure Espagnole - Rapsodie Espagnole - Kimberly Barber/John Mark Ainsley/Georges Gautier/Kurt Ollmann/David Wilson-Johnson/London Symphony Orchestra/André Previn, 1999 Deutsche Grammophon
- Rodrigo, Concierto de Aranjuez - André Previn/London Symphony Orchestra/Angel Romero, EMI
- Rossini, Ouvertures - Abbado/LSO, 1971 Deutsche Grammophon
- Rossini: Petite messe solennelle, Stabat Mater - Coro Polifonico de Teatro alla Scala/István Kertész/London Symphony Chorus/London Symphony Orchestra/Luciano Pavarotti/Mirella Freni/Pilar Lorengar/Romano Gandolfi, 1997 Decca
- Rossini, Semiramide - Bonynge/Sutherland/Horne, 1966 Decca
- Rossini, Cenerentola - Abbado/Berganza/Alva/Capecchi, 1971 Deutsche Grammophon
- Rossini, Barbiere di Siviglia - Abbado/Alva/Dara/Berganza/Prey, 1972 Deutsche Grammophon
- Rossini, Il Barbiere di Siviglia - James Levine/John Alldis Choir/London Symphony Orchestra/Beverly Sills, EMI
- Rossini, Elisabetta, Regina d'Inghilterra - Gianfranco Masini/José Carreras/London Symphony Orchestra/Montserrat Caballé/The Ambrosian Singers, 1976 Philips
- Schnittke: Concerto No. 2 for Cello and Orchestra, In memoriam...for Orchestra - Mstislav Rostropovich/London Symphony Orchestra/Seiji Ozawa, 1992 Sony
- Shchedrin: Concerto Cantabile - Stravinsky: Violin Concerto in D - Tchaikovsky: Serenade Melancolique, Op. 26 - London Symphony Orchestra/Max Vengerov/Mstislav Rostropovich, EMI
- Shostakovich, Cello Concertos Nos. 1 & 2 - London Symphony Orchestra/Michael Tilson Thomas/Mischa Maisky, 1994 Deutsche Grammophon
- Shostakovich, Symphony No. 8 - André Previn & London Symphony Orchestra, EMI
- Sibelius: The Complete Symphonies, Vol. 2 - London Symphony Orchestra/Salvatore Accardo/Sir Colin Davis, 1995 Philips
- Strauss, Four Last Songs - Elisabeth Schwarzkopf/George Szell/London Symphony Orchestra, 1966/1969 EMI
- Strauss, R.: Don Juan, Op. 20, Till Eulenspiegel, Op. 28 - Tod und Verklärung, Op. 24 - Michael Davis/London Symphony Orchestra/Claudio Abbado, 1983 Deutsche Grammophon
- Stravinsky, Uccello/Petrouchka/Sagra - Abbado/LSO, Deutsche Grammophon
- Stravinsky, Petrushka - The Firebird - The Rite of Spring - Orpheus - London Symphony Orchestra/Royal Concertgebouw Orchestra/Sir Colin Davis, 1998 Philips
- Stravinsky: Symphony of Psalms - Lili Boulanger: Psalms - John Eliot Gardiner/London Symphony Orchestra/Monteverdi Choir, 2002 Deutsche Grammophon
- Stravinsky, The Rake's Progress - John Eliot Gardiner & London Symphony Orchestra, 1999 Deutsche Grammophon
- Szymanowski, Violin Concerto No. 1 - Daniel Harding/London Symphony Orchestra/Nicola Benedetti, 2005 Deutsche Grammophon
- Tippett: Fanfare For Brass; Suite For The Birthday Of Prince Charles; Fantasia Concertante - London Symphony Orchestra/Sir Colin Davis/Sir Neville Marriner, 2013 Decca
- Tippett, The Rose Lake & The Vision of St. Augustine - London Symphony Orchestra/Sir Colin Davis/Sir Michael Tippett, 1997 BMG/RCA
- Verdi, Aida - Price/Domingo/Milnes/Leinsdorf (dir) - RCA Victor Red Seal - Grammy Award for Best Opera Recording 1972
- Verdi, Falstaff - Davis/Ibarra/Bezduz/Henschel/Moreno/Domashenko/Pertusi/London Symphony Orchestra, 2004 LSO - Grammy Award per Best Opera Recording 2006
- Verdi, Rigoletto - Bonynge/Milnes/Pavarotti, 1971 Decca
- Verdi, La forza del destino - James Levine & London Symphony Orchestra/Domingo/Milnes/Leontyne Price/Moll/Cossotto/Giaiotti, 1977 RCA/BMG
- Verdi, Arias - Barbara Frittoli/Sir Colin Davis/London Symphony Orchestra, 2001 Warner
- Villa-Lobos, Julian Bream Plays Villa-Lobos - Bream/London Symphony/Previn, 1971 RCA Red Seal – Miglior interpretazione solista di musica classica con orchestra (Grammy) 1972
- Villa-Lobos, Concerto for Guitar and Small Orchestra - García Navarro/London Symphony Orchestra/Narciso Yepes, 1988 Deutsche Grammophon
- Vivaldi, Quattro stagioni - Gidon Kremer/Abbado/LSO, 1990 Deutsche Grammophon - Secondo i dati di GfK il disco ha dominato i primi nove mesi dell'anno 2013 nella musica classica italiana in seconda posizione.
- Walton, Belshazzar's Feast/Improvisations On An Impromptu Of Benjamin Britten - London Symphony Orchestra/André Previn, 1972 EMI – Grammy Award for Best Choral Performance 1974
- Walton: Viola Concerto - Bruch: Concerto for Violin & Viola - André Previn/London Symphony Orchestra/Yuri Bashmet, 1990 RCA/BMG
- Weill, Die Sieben Todsundens - Michael Tilson Thomas/London Symphony Orchestra/Julia Migenes, 1988 Sony/CBS
- Wieniawski Sarasate, Conc. vl. n. 1-2/Arie tzigane - Shaham/Foster/LSO, 1990 Deutsche Grammophon
- Vaughan Williams, Symphony No. 5 - Sir John Barbirolli & London Symphony Orchestra, EMI
- Presenting: Montserrat Caballé - Montserrat Caballé/Carlo Felice Cillario/London Symphony Orchestra, 1965/1969 Sony
- Ghiaurov, Great Scenes from Verdi Operas - Claudio Abbado/London Symphony Orchestra/Nicolai Ghiaurov/The Ambrosian Singers, 1969 Decca
- Domingo & Milnes: Great Opera Duets - Plácido Domingo/Sherrill Milnes/Anton Guadagno/London Symphony Orchestra, 1970 Sony/RCA
- Leontyne Price, Prima Donna, Vol. 3: Great Soprano Arias from Gluck to Poulenc - Leontyne Price/London Symphony Orchestra/Edward Downes, 1970 Sony/RCA
- Domingo Sings Caruso - Plácido Domingo/Nello Santi/London Symphony Orchestra, 1971 Sony/RCA
- Tommy (As Performed By The London Symphony Orchestra With Guest Soloists), London Symphony Orchestra - 1972 Ode Records - prima posizione in Olanda
- Leontyne Price - Five Great Operatic Scenes from La traviata, Eugene Onegin, Don Carlo, Ariadne & Fidelio - Leontyne Price/Fausto Cleva/London Symphony Orchestra, 1972 Sony/RCA
- Price e Domingo, Verdi & Puccini Duets - Leontyne Price/Plácido Domingo/London Symphony Orchestra/Nello Santi, 1975 Sony
- Classic Rock, LSO - 1977 K-tel/Bellaphon - seconda posizione in Austria e Nuova Zelanda e quinta in Germania
- John Williams, London Symphony Orchestra - Guerre stellari (film) (Star Wars) - 1977, 20th Century Records/Lucasfilm - due dischi di platino di cui uno negli Stati Uniti e Grammy Award for Best Score Soundtrack for Visual Media e Grammy Award for Best Pop Instrumental Performance 1978
- Presenting Sylvia Sass - Opera's Sensational New Star - Lamberto Gardelli/London Symphony Orchestra/Sylvia Sass, 1977 Decca
- John Williams, Fury (film 1978)
- John Williams, Superman (film), 1978
- John Williams, Guerre stellari - L'Impero colpisce ancora (colonna sonora), 1980 RSO Records - quarta posizione nella Billboard 200, disco d'oro negli Stati Uniti e Grammy Award for Best Score Soundtrack for Visual Media 1981
- Music From The Galaxies, London Symphony Orchestra/Ettore Stratta – 1980 Durium/CBS (il brano Star Wars (Main Title) raggiunge la decima posizione nella Billboard Hot 100)
- Kitarō and London Symphony Orchestra, Silk Road Suite - 1980 Canyon Records/Domo Records
- Rock Symphonies - Ein Dramatisches Klangerlebnis, London Symphony Orchestra and Royal Choral Society – 1980 K-tel - terza posizione in Germania Ovest, sesta in Austria ed ottava in Svizzera
- John Williams, I predatori dell'arca perduta, 1981 Columbia - Grammy Award for Best Score Soundtrack for Visual Media 1982
- Symphonic Rock, London Symphony Orchestra – 1981 K-tel - seconda posizione in Germania Ovest ed Austria
- New Classic Rock, LSO - 1983 K-tel/Teldec - prima posizione in Svizzera e sesta in Germania Ovest
- Frank Zappa, London Symphony Orchestra, Vol. 1 - 1983 Barking Pumpkin
- James Horner, Krull - 1983
- John Williams, Guerre stellari - Il ritorno dello Jedi - 1983
- Shirley Bassey with London Symphony Orchestra, I Am What I Am - 1984 Ariola
- James Horner, Aliens - Scontro finale - 1986
- Rodgers e Hammerstein: South Pacific - London Symphony Orchestra/Carreras/Te Kanawa, 1986 SONY BMG
- Frank Zappa, London Symphony Orchestra, Vol. 2 - 1987 Barking Pumpkin Records
- Rock Symphonies, LSO - 1987 Portrait/Columbia Europe - ottava posizione in Svizzera
- Cinemagic - Dave Grusin & London Symphony Orchestra, 1987 UMG
- So lang' man Träume noch leben kann con i Münchener Freiheit, 1987 CBS - seconda posizione in Germania Ovest
- James Horner, Willow (film) - 1988
- James Horner, Tesoro, mi si sono ristretti i ragazzi - 1989
- Rock Symphonies Vol. II, London Symphony Orchestra – 1989 Portrait - ottava posizione in Svizzera e dodicesima in Germania per tre settimane (rimanendo in classifica per 19 settimane)
- Soft Rock Symphonies, London Symphony Orchestra – 1990 Portrait - quarta posizione in Norvegia
- McLaughlin, Concerto for Guitar and Orchestra "The Mediterranean" - John McLaughlin & London Symphony Orchestra, 1990 SONY BMG
- Te Kanawa, Italian Opera Arias - Dame Kiri Te Kanawa/London Symphony Orchestra/Myung-Whun Chung, 1990 EMI
- My Funny Valentine - Frederica von Stade Sings Rodgers & Hart - John McGlinn/London Symphony Orchestra, 1990 EMI Angel
- Rock Symphonies Vol. III, 1991 Columbia - decima posizione in Norvegia
- Carreras, Amigos Para Siempre - Friends For Life: Romantic Songs of the World - José Carreras/Lalo Schifrin/London Symphony Orchestra, 1992 WARNER
- James Horner, Once Upon a Forest (colonna sonora) - 1993 Fox Records
- Opera Duets - Agnes Baltsa/José Carreras/London Symphony Orchestra/Plácido Domingo, 1993 SONY BMG
- James Horner, Legends of the Fall/Vento di passioni (film 1994) (Original Motion Picture Soundtrack) - James Horner & London Symphony Orchestra, Sony
- Amata immortale/Immortal Beloved (Original Motion Picture Soundtrack) - London Symphony Orchestra & Sir Georg Solti, 1994 SONY BMG
- James Horner, Braveheart - Cuore impavido - 1995
- Concerto Antico; Concerto for Guitar & Orchestra - London Symphony Orchestra/John Williams/Paul Daniel, 1996 SONY BMG
- Corsari (film)/Cutthroat Island - Original Motion Picture Soundtrack - John Debney & London Symphony Orchestra, 1997 Silva Screen
- Sarah Brightman, Timeless - 1997 East West Records - seconda posizione nella Official Albums Chart ed in Svezia e terza in Norvegia e vince 11 dischi di platino e 4 dischi d'oro
- Fleming, Great Opera Scenes - London Symphony Orchestra/Renée Fleming/Sir Georg Solti, 1997 Decca
- Brivido caldo (film)/Body Heat (Soundtrack from the Motion Picture) - Joel McNeely & London Symphony Orchestra, 1998 Colosseum
- Gershwin Fantasy - John Williams/Joshua Bell/London Symphony Orchestra, 1998 SONY BMG
- Natalie Cole with London Symphony Orchestra, The Magic Of Christmas - 1999 Elektra
- John Williams, Star Wars: Episode I - The Phantom Menace (colonna sonora), 1999 Sony - terza posizione in Austria ed ottava in Australia e disco di platino negli Stati Uniti
- Deep Purple, In Concert with the London Symphony Orchestra & Paul Mann - 1999 Eagle Records CD/2000 Image/Eagle Vision DVD
- Domingo, Be My Love - London Symphony Orchestra & Plácido Domingo, 1999 Deutsche Grammophon
- Swenson, Con Amore: Italian Opera Arias - Julius Rudel/London Symphony Orchestra/Ruth Ann Swenson, 2000 Angel/EMI
- Live at the Royal Albert Hall - Deep Purple, 2000
- The Look of Love (Diana Krall) - 2001 Verve
- John Williams, Star Wars: Episodio II - L'attacco dei cloni (colonna sonora), 2002 Sony - disco d'oro negli Stati Uniti
- John Williams, Harry Potter e la camera dei segreti (colonna sonora), 2002
- Shirley Bassey with LSO, Legendary Performer - 2002 Windsong
- Sentimento (Andrea Bocelli) - 2002 Sugar Music
- Salvatore Licitra, The Debut - Carlo Rizzi/London Symphony Orchestra/Salvatore Licitra, 2002 SONY BMG
- Bryn - Barry Wordsworth/Bryn Terfel/London Symphony Orchestra, 2003 Deutsche Grammophon
- Chaka Khan, ClassiKhan - 2004 Sanctuary Records
- Elvis Costello/London Symphony Orchestra/Michael Tilson Thomas, Il Sogno - 2004 Deutsche Grammophon - seconda posizione nella Classical Albums
- John Williams, Star Wars: Episodio III - La vendetta dei Sith, 2005 Sony
- Classic Film Themes - London Symphony Orchestra & Stanley Black, 2005 LSO
- River Queen (Original Motion Picture Soundtrack) - Karl Jenkins & London Symphony Orchestra, 2005 EMI
- Nanny McPhee - Tata Matilda/Nanny McPhee (Original Motion Picture Soundtrack) - London Symphony Orchestra & Patrick Doyle, 2005 Colosseum
- Joyeux Noël - Una verità dimenticata dalla storia/Joyeux Noël (Original Soundtrack Recording) - Natalie Dessay/London Symphony Orchestra/Philippe Rombi/Rolando Villazón, 2005 Erato/Warner
- Alagna, Christmas Album - London Symphony Orchestra/Roberto Alagna/Robin Smith, 2006 Deutsche Grammophon
- Simple Gifts - Wordsworth/Terfel/London Symphony Orchestra, 2005 (Deutsche Grammophon) - Grammy Award for Best Classical Crossover Album 2007
- Kiri Sings Karl - Dame Kiri Te Kanawa & London Symphony Orchestra, 2006
- A Throw of Dice [Original Soundtrack] - Nitin Sawhney, 2007 Radiofandango
- Terfel, Scarborough Fair - Songs from the British Isles - Bryn Terfel/London Symphony Orchestra/Barry Wordsworth, 2008 Deutsche Grammophon
- Chéri (film 2009)/Chéri (Original Motion Picture Soundtrack) - Alexandre Desplat & London Symphony Orchestra, Colosseum
- A Classic Case - London Symphony Orchestra Plays Music of Jethro Tull - Ian Anderson, David Palmer, Jethro Tull, 1985
- The Genesis Suite - Tolga Kashif & London Symphony Orchestra, 2010 LMG1

## DVD & BLU-RAY parziale
- Chopin Grieg Saint-Saëns, Conc. pf./Conc. pf. n. 2/Conc. pf. n. 2 - Rubinstein/Previn/LSO, 1975 Deutsche Grammophon
- In Concert with the London Symphony Orchestra - Deep Purple, 2000